# Wang Yilyu
Pour les articles homonymes, voir Wang.
Dans ce nom chinois, le nom de famille, Wang Yilyu, précède le nom personnel.
Wang Yilyu (en chinois simplifié : 王懿律, pinyin : Wáng Yìlǜ), né le 8 novembre 1994), est un joueur de badminton chinois. Il est spécialisé en double mixte avec sa partenaire Huang Dongping et participe aussi en double masculin lorsqu'il est associé à Huang Kaixiang.
Le duo est notamment champion olympique lors des jeux de Tokyo en 2021 avec une victoire en trois sets lors de la finale face à leurs compatriotes Zheng Siwei et Huang Yaqiong.

## Palmarès

### Jeux olympiques
- Jeux olympiques d'été de 2020 à Tokyo
  - Double mixte :  Médaille d'or avec Huang Dongping

### Championnats du monde
- Championnats du monde 2018 à Nanjing
  - Double mixte :  Médaille d'argent avec Huang Dongping
- Championnats du monde 2019 à Bâle
  - Double mixte :  Médaille de bronze avec Huang Dongping.

### Uber Cup
- 2018 à Bangkok
  -  Médaille de bronze

### Sudirman Cup
- 2017 à Gold Coast
  -  Médaille d'argent
- 2019 à Nanning
  -  Médaille d'or

### Jeux asiatiques
- Jeux asiatiques de 2018 à Jakarta
  - Par équipes hommes :  Médaille d'or
  - Double mixte :  Médaille de bronze

### Championnats d'Asie
- Championnats d'Asie 2017 à Wuhan
  - Double hommes :  Médaille d'argent
  - Double mixte :  Médaille de bronze
- Championnats d'Asie 2018 à Wuhan
  - Double hommes :  Médaille de bronze
  - Double mixte :  Médaille d'or
- Championnats d'Asie 2019 à Wuhan
  - Double mixte :  Médaille d'or

### Championnats d'Asie par équipes
- Championnats d'Asie par équipes 2017 à Hô Chi Minh-Ville
  -  Médaille de bronze